# 후송재
후송재(後松齋)는 경상북도 고령군 다산면 벌지로 10에 있는 임재 서찬규(臨齋 徐贊奎)와 간재 전우(艮齋 田愚)의 문하에서 수학한 봉강 조상(鳳岡 曺塽)의 재실이다. 봉강 선생에게 수학(受學)한 제자들이 스승의 은혜에 보답하고 동문간 우의를 돈독하게 하고자 생시(生時)에 삼일계(三一契)를 모아 1938년 강학소(講學所)인 후송재를 스승의 고향인 고령군 다산면 송곡촌에 건축하여 매년 후학들이 정읍례(庭揖禮)를 행하였다고 한다. 2012년 입춘절에 후학들의 모임인 삼일계(三一契)에서 봉강 선생의 학덕을 기리고자 성균관 관장 최근덕이 근찬(謹撰)하고 성균관 부관장겸전례위원장 강동숙이 근서(謹書)한 ‘봉강선생창녕조공송덕비(鳳岡先生昌寧曺公頌德碑)’를 후송재 내부에 세웠다. 2012년 8월 1일 고령군 향토문화유산 유형자산 제10호로 지정되었다.
봉강 조상(鳳岡 曺塽)의 재실인 후송재(後松齋)

## 후송재 기문
어느 날 김재철(金在哲), 조긍환(曺兢煥)이 나에게 서신(書信)을 보내어 이르기를 금년 봄에 저희들이 스승을 위해 옛 성산(星山)의 남동쪽 송곡리에 서재(書齋)를 지어 현판을 후송재(後松齋)라 하고 기문(記文)하기를 원한다 하니 그 스승은 곧 나의 동문학(同門學) 친구인 조봉강(曺鳳岡) 이름은 상(塽), 자는 문보(文甫)이다. 의리상 글을 하지 못한다고 사양할 수 없어 이에 말씀하기를 무릇 초목과 화훼(花卉)의 이름 있는 것이 한 가지가 아니나 덕(德)으로 쓴다면 근본(根本)이 굳고 중심이 비어 있는 대나무가 있고 절개(節槪)로 쓴다면 바르고 곧음을 지닌 잣나무가 있고 향기(香氣)로 쓴다면 가을 강에 깨끗한 연(蓮)과 깊은 골짜기에 아름다운 난초(蘭草)와 서리 아래 걸출(傑出)한 국화(菊花)가 있고 수명(壽命)으로 쓴다면 천년의 구기자(枸杞子)가 있는데 어찌하여 유독 소나무(松)를 취하였는가? 이는 거주지(居住地)의 이름을 인하여 추운 겨울에도 시들지 아니하는 뜻을 취한 것이니 또 이치는 하나이라. 소나무의 이치는 대나무(竹)와 잣나무(柏)의 이치이고 대나무와 잣나무의 이치는 연(蓮)과 난초(蘭草)와 국화(菊花)의 이치인데 다만 물(物)의 이치는 편벽(偏僻)하고 막혀서 능히 서로 통하지 못하고 사람은 오행(五行) 즉 목(木), 화(火), 토(土), 금(金), 수(水)의 특수함을 타고 나서 만물(萬物)이 다 나에게 갖추어져 있으므로 하나를 들면 나마지는 가히 같은 종류로 미루어서 연구할 것이라. 슬프다. 절의는 있고 학문이 없는 자는 있으나 학문만 있고 절의(絶義)가 없는 자는 학문이 아니다. 이와 같이 천지(天地)가 순전한 음기(陰氣)의 시대를 만나 특수하게 서있는 소나무와 같이 되어야 가히 학문한 사람이 될 것이다. 알 수 없지만 그대들은 과연 능히 이름을 돌아보고 뜻을 생각하여 그 받은 바를 변함없이 하겠는가. 내가 일찍 덕사(德社)에서 봉강(鳳岡)을 한 번 만났는데 봉강의 인품이 봄꽃의 고운 것이 없으니 오래된 소나무의 순박한 기(氣)로  뿌리는 굳고 근원은 깊어서 남이 감동하여 사일지성(事一之誠) 즉 아버지와 임금과 스승을 동일하게 섬기는 정성을 얻게 된 까닭은 비록 벽해(碧海)와 상전(桑田)이 백 번이나 변하는 사이라도 이 후송(後松) 즉 소나무는 추운 뒤에까지 있는 특수함이 있는 일이리오. 그러나 서재(書齋)는 밖에 있는 것이니 물건(物件)이요 학문(學問)은 안에 있는 것이니 이치(理致)라. 물건은 반드시 흥(興)하고 폐(廢)하는 것이 있고 이치는 존재하고 망하는 것이 없으니 다만 이로서 능사(能事)가 되고 스승이 되고 제자가 되었다고 여기지 말고 나아가고 나아가 함께 학문에 힘써 형체(形體)가 없는 의리(義理)를 수립하면 형체가 있는 물건도 길이 힘입어 폐(廢)함이 없으리라. 또 혹시라도 대부송(大夫松)이 되지는 말아야 할 것이다.
창산(昌山) 성기운(成璣運)

## 후송재 명
나의 친구 조상(曺塽) 문보(文甫)는 일찍부터 임재(臨齋) 서씨(徐氏) 어른 즉 서찬규(徐贊奎) 어른을 섬겨 바른 길은 알았고 뒤에는 우리 간재 전우(艮齋 田愚) 선생을 스승으로 모셔 성(性) 심(心)의 비결을 묻고 교훈한 제자가 심히 많으니 김재철(金在哲), 조긍환(曺兢煥) 같은 젊은이가 돈을 모아서 계(契)를 만들어 이름을 삼일계(三一契)라 하였다. 여러 해 동안 꾸준히 돈을 불려 원금과 이자가 약간의 금전이 되었다. 성산(星山) 남쪽 거주지인 송곡리(松谷里)에 서재(書齋)를 지어 후송재(後松齋)라고 현판(懸板)하니 대개 겨울이 추운 후에 송백(松柏)을 취한 것이요 또 마을 이름을 인함이라. 김재철(金在哲), 조긍환(曺兢煥) 두 사람이 이미 덕천(德泉) 성기운(成璣運)의 기문(記文)을 얻었고 나에게 와서 상량문(上樑文)을 청하는데 갑자기 부지런한 뜻에 부응(副應)하지 못하였는데 지금은 김(金), 조(曺) 두 사람이 받들지 못하고 또 세상을 떠났으니 이에 슬퍼하며 명(銘)을 지어 그 청하는데 보답하고 문보(文甫)의 상여지통(喪予之痛)을 위로하며 명(銘)을 한다.

천 길의 의봉산(儀鳳山)이여  맑은 기운 높게 쌓았도다.
넓게 수용하였으니 아래는 송곡마을 있도다.
송곡(松谷)에 사람이 있으니 뜻은 높고 행실은 돈독하도다.
지금 것을 단절하고 옛 것을 배워 뛰어나게 저속(低俗)되지 아니하도다.
골짜기에 나무가 푸르니 송목(松木)임을 알겠도다.
사람과 지역이 서로 걸맞으니 여기를 가려 건축하였네.
혹시라도 이어지지 않음이 없으니 떨어진 우리 도(道)가 다시 회복하리라.
경산(京山) 이종익(李鍾翼)

## 지정 사유
1900년대 창녕조씨 봉강 조상 선생의 문하생들이 선생의 유업을 기리기 위하여 세운 재실로 그 당시의 건립모습을 잘 간직하고 있다.
특히, 3량가 팔작집에서 추녀와 서까래를 걸기 위한 대청 상부가구의 기법이 세련되며 독특하다.
더욱이 거북이 모양으로 조각된 초석, 3개의 조각문양이 있는 디딤돌 등은 매우 재미있는 장치이다.

## 후송재 주변
후송재를 바라보았을때를 기준으로 좌측에는 조상(曺塽)의 9대조이자 합천에서 이인좌의 난에 가담한 조성좌(曺聖佐)의 유허비(遺墟碑)가 있다. (昌寧曺公諱聖佐遺墟碑 - 창녕조공휘성좌유허비)
후송재를 바라보았을때를 기준으로 우측에는 조상(曺塽)의 가장(家狀)을 쓴 조카이자, 문인이었던 학산 조을환(學山 曺乙煥)의 추모비가 있다. (學山昌寧曺公追慕碑 - 학산창녕조공추모비)